# Home is Somewhere Else
Home is Somewhere Else (també coneguda com Mi casa está en otra parte) és una pel·lícula documental animat per a adults mexicà-estatunidenc del 2022 escrit i dirigit per Carlos Hagerman i Jorge Villalobos (en el seu debut com a director). Narra tres històries de famílies migrants que comparteixen les seves pors, esperances i emocions sobre el que significa viure indocumentat als Estats Units.

## Argument
Narra 3 històries independents sobre immigrants indocumentats als Estats Units. La primera història tracta sobre Jasmine, que viu amb el temor que els seus pares siguin deportats; el segon tracta sobre les germanes Evelyn (ciutadana estatunidenca) i Elizabeth (immigrant indocumentada) que viuen separades a causa dels seus diferents estatus migratoris; i l'últim narra la història de José Eduardo Aguilar “El Deportee” qui va ser deportat a Mèxic als 23 anys i des de llavors es va convertir en activista i defensor dels deportats mexicans.

## Llançament
Home is Somewhere Else es va estrenar internacionalment el 15 de juny de 2022, en la 41a edició del Festival de Cinema d'Animació d'Annecy. Es va estrenar en territori mexicà el 17 de juny de 2022, en la 37a edició del Festival Internacional de Cinema a Guadalajara. Després, es va estrenar el 26 de setembre de 2022 en el Festival de Cinema Llatinoamericà AFI i 4 dies després en el Festival de Cinema de GuadaLAjara, Los Angeles. Es va estrenar comercialment el 4 de maig de 2023 als cinemes mexicans.

## Recepció

### Recepció crítica
Carlos Aguilar de Cartoon Brew va escriure: "Hagerman i Villalobos aconsegueixen retratar a cada persona més enllà del seu estatus o falta d'ell. La pel·lícula troba moments d'alegria per a ressaltar i entranyables passatges de victòries quotidianes que enriqueixen la nostra percepció dels seus personatges. Aquests no són individus extraordinàriament enginyosos o aquells que han sobreviscut a les experiències més esquinçadores, sinó persones mitjanes que, tant com qualsevol altra persona, mereixen tranquil·litat i oportunitats per a viure lliurement". Alejandro Alemán d' El Universal va escriure: “El que fa nou a aquest documental és la seva manera de narrar, amb animacions en tres estils diferents, es destaca la primera història... El resultat és absolutament bell, no sols per la inevitable emoció de cada història sinó també per les animacions i l'empatia que contagia aquest bell documental.”

### Reconeixements
| Any  | Premi / Festival                                                          | Categoria                                  | Recipient                                         | Resultat  | Referència    |
| ---- | ------------------------------------------------------------------------- | ------------------------------------------ | ------------------------------------------------- | --------- | ------------- |
| 2022 | Festival de Cinema d'Animació d'Annecy                                    | Premi Contrechamp                          | Carlos Hagerman & Jorge Villalobos                | Nominat   | [ 12 ]        |
| 2022 | Festival Internacional de Cinema a Guadalajara                            | Millor pel·lícula d'animació internacional | Carlos Hagerman & Jorge Villalobos                | Nominat   | [ 13 ]        |
| 2022 | DocsDF, Festival Internacional de Cinema Documental de la Ciutat de Mèxic | Premi “Hecho en México”                    | Carlos Hagerman & Jorge Villalobos                | Guanyador | [ 1 ]         |
| 2022 | Festival de Cinema de l'Havana                                            | Premi especial del jurat d'animació        | Carlos Hagerman & Jorge Villalobos                | Guanyador | [ 14 ]        |
| 2022 | Festival Internacional de Cinema de Morelia                               | Millor llargmetratje documental            | Carlos Hagerman & Jorge Villalobos                | Nominat   | [ 15 ]        |
| 2022 | Festival Internacional de Cinema Documental d'Amsterdam                   | Millor pel·lícula juvenil +14              | Carlos Hagerman & Jorge Villalobos                | Guanyador | [ 16 ]        |
| 2022 | Festival de Cinems Documental Mexicà de Zanate                            | Gran Premi Zanate - Menció d'Honor         | Carlos Hagerman & Jorge Villalobos                | Guanyador | [ 1 ]         |
| 2022 | Festival de Cinema de Montclair                                           | Competència de pel·lícules de Nova Jersey  | Carlos Hagerman & Jorge Villalobos                | Guanyador | [ 17 ]        |
| 2023 | Festival de Cinema Llatí de San Diego                                     | Premi del Públic - Documental              | Carlos Hagerman, Jorge Villalobos & Mariana Marín | Guanyador | [ 1 ] [ 18 ]  |
| 2023 | Festival Internacional de Cinema de Cleveland                             | Premi de Peu en memòria de Greg Gund       | Carlos Hagerman & Jorge Villalobos                | Nominat   | [ 19 ]        |
| 2023 | Premis Ariel                                                              | Millor llargmetratge documental            | Carlos Hagerman & Jorge Villalobos                | Nominat   | [ 20 ] [ 21 ] |
| 2023 | Premis Ariel                                                              | Millor pel·lícula d'animació               | Carlos Hagerman & Jorge Villalobos                | Guanyador | [ 20 ] [ 21 ] |